# Iglesia de Santa Marta (Puzol)
La Parroquia Santa Marta de Puzol (Valencia, España) fue construida en el año 1964. La edificación es de estilo moderno, etapa final del concilio Vaticano II. Es una iglesia funcional, que juega con la luz natural. Fue construida por los mismos feligreses, aspecto que la hace más atractiva. 
En su interior se puede encontrar diversas obras como el retablo del altar que representa una cita del evangelio; la iconografía de Santa Marta, patrona de la iglesia; y diversas esculturas como la Inmaculada o el Cristo de la esperanza.